# Mysiadło
Mysiadło (prononciation : [mɨˈɕadwɔ]) est un village polonais de la gmina de Lesznowola dans le powiat de Piaseczno de la voïvodie de Mazovie dans le centre-est de la Pologne.
Il se situe à environ 6 kilomètres à l'est de Lesznowola (siège de la gmina), 4 kilomètres au nord de Piaseczno (siège du powiat) et à 14 kilomètres au sud de Varsovie (capitale de la Pologne).
Le village compte approximativement une population de 3 297 habitants en 2010.

## Histoire
De 1975 à 1998, le village appartenait administrativement à la voïvodie de Varsovie.